# 대야산
대야산(大耶山)은 속리산 국립공원 안에 있는 백두대간의 한국의 화강암 산으로, 대한민국 경상북도 문경시 가은읍과 충청북도 괴산군 청천면의 경계에 있다. 대하산·대화산·대산·상대산 등으로도 불렸고, 1789년에 발행된 《문경현지》는 대야산으로 적고 있다. 용추계곡의 양쪽 옆 바위에는 신라시대 최치원이 쓴 세심대·활청담·옥하대·영차석 등의 글씨가 음각으로 새겨져 있다.

## 같이 보기
- 한국의 산
- 문경시의 지질
- 괴산군의 지질